# Берні Парент
Берні Парент (англ. Bernie Parent; нар. 3 квітня 1945, Монреаль, Квебек, Канада) — канадський хокеїст, що грав на позиції воротаря. Член Зали слави хокею. Дворазовий володар кубка Стенлі.

## Ігрова кар'єра
В дитинстві захоплювався тенісом. На ковзанах навчився кататися лише в 11 років. Кумиром був Жак Плант, сестра якого мешкала поряд з родиною Парентів. У юніорській лізі провінції Онтаріо виступав за команду «Ніагара-Фоллс Тандер». Володар Меморіального кубку 1965 року.
У перші два сезони в Національній хокейній лізі захищав кольори «Бостон Брюїнс». Періодично виступав за фарм-клуб з Центральної професіональної хокейної ліги.
На драфті розширення НХЛ 1967 року був обраний під другим номером командою-дебютантом з Філадельфії. Протягом професійної клубної ігрової кар'єри в найсильніший лізі світу, що тривала 15 років, також захищав кольори «Торонто Мейпл-Ліфс». Перший з гравців Національної хокейної ліги, який погодився виступати у ВХА. В сезоні 1972/73 грав за команду «Філадельфія Блейзерс».
Найкращими в його кар'єрі стали два сезони, після повернення до «Філадельфії Флаєрс». Тренер Фредді Шеро, першим в Північній Америці, взяв на озброєння тактичну схему Анатолія Тарасова. В основі його системи були жорстка дисципліна і силові єдиноборства. Команда, яка не мала достатньо виконавців високого класу, за виключенням Боббі Кларка і Берні Парента, двічі поспіль здобувала кубок Стенлі. У першому фіналі «авіатори» були сильнішими за «Бостон Брюїнс» на чолі з Боббі Орром (результат серії — 4:2), у другому — за «Баффало Сейбрс» (результат серії — 4:3).
За результатами регулярного сезону двічі визнавався найкращим воротарем і отримував трофей Везіни. У кубкових турнірах отримував нагороду Кона Сміта, як найцінніший гравець. Двічі обирався до першого складу збірної «Всіх зірок» (1974, 1975). 17 лютого 1979 року, під час матчу з «Нью-Йорк Рейнджерс», отримав тяжку травму ока і був змушений завершити ігрову кар'єру. Всього у регулярному чемпіонаті провів 608 матчів, а на стадії плей-оф — 71.
З 11 жовтня 1979 року номер «1», під яким він виступав, не використовується у клубові «Філадельфія Флаєрс». 1984 року був обраний до Зали слави хокею. 1997 року канадський журнал «The Hockey News» опублікував список 100 найкращих гравців в історії Національної хокейної ліги. У ньому Берні Парент розташувався на 63-й позиції. Тринадцять років потому журнал надрукував оновлений список 100 найкращих гравців НХЛ усіх часів, але вже з розбивкою спортсменів за їх ігровими позиціями. У цьому варіанті Берні Парент посідає одинадцяте  місце серед воротарів.
З 1981 року працював, протягом десяти сезонів, тренером воротарів клубу «Філадельфія Флаєрс».

## Досягнення
- Кубок Стенлі (2): 1974, 1975
- Трофей Кона Сміта (2): 1974, 1975
- Трофей Везіни (2): 1974, 1975

## Статистика
Статистика виступів у регулярному чемпіонаті: 
| 1963–64      | «Ніагара-Фоллс Тандер»   | ОХА-Jr.      | 28  | —   | —   | —   | 1680   | 80   | 4  | 2.86 | —    |
| 1964–65      | «Ніагара-Фоллс Тандер»   | ОХА-Jr.      | 34  | —   | —   | —   | 2004   | 86   | 2  | 2.58 | —    |
| 1965–66      | «Оклахома-Сіті Блейзерс» | ЦПХЛ         | 3   | 1   | 1   | 1   | 180    | 11   | 0  | 3.67 | —    |
| 1966–67      | «Оклахома-Сіті Блейзерс» | ЦПХЛ         | 14  | 10  | 4   | 0   | 820    | 37   | 4  | 2.70 | —    |
| 1965–66      | «Бостон Брюїнс»          | НХЛ          | 39  | 11  | 20  | 3   | 2083   | 128  | 1  | 3.69 | .898 |
| 1966–67      | «Бостон Брюїнс»          | НХЛ          | 18  | 4   | 12  | 2   | 1022   | 62   | 0  | 3.64 | .890 |
| 1967–68      | «Філадельфія Флаєрс»     | НХЛ          | 38  | 16  | 17  | 5   | 2248   | 93   | 4  | 2.48 | .926 |
| 1968–69      | «Філадельфія Флаєрс»     | НХЛ          | 58  | 17  | 23  | 16  | 3365   | 151  | 1  | 2.69 | .923 |
| 1969–70      | «Філадельфія Флаєрс»     | НХЛ          | 62  | 13  | 29  | 20  | 3680   | 171  | 3  | 2.79 | .920 |
| 1970–71      | «Філадельфія Флаєрс»     | НХЛ          | 30  | 9   | 12  | 6   | 1586   | 73   | 2  | 2.76 | .912 |
|              | «Торонто Мейпл-Ліфс»     | НХЛ          | 18  | 7   | 7   | 3   | 1040   | 46   | 0  | 2.65 | —    |
| 1971–72      | «Торонто Мейпл-Ліфс»     | НХЛ          | 47  | 17  | 18  | 9   | 2715   | 116  | 3  | 2.56 | —    |
| 1972–73      | «Філадельфія Блейзерс»   | ВХА          | 63  | 33  | 38  | 0   | 3653   | 220  | 2  | 3.61 | .886 |
| 1973–74      | «Філадельфія Флаєрс»     | НХЛ          | 73  | 47  | 13  | 12  | 4314   | 136  | 12 | 1.89 | .933 |
| 1974–75      | «Філадельфія Флаєрс»     | НХЛ          | 68  | 44  | 14  | 10  | 4041   | 137  | 12 | 2.03 | .919 |
| 1975–76      | «Філадельфія Флаєрс»     | НХЛ          | 11  | 6   | 2   | 3   | 615    | 24   | 0  | 2.34 | .908 |
| 1976–77      | «Філадельфія Флаєрс»     | НХЛ          | 61  | 35  | 13  | 12  | 3525   | 159  | 5  | 2.71 | .897 |
| 1977–78      | «Філадельфія Флаєрс»     | НХЛ          | 49  | 29  | 6   | 13  | 2923   | 108  | 7  | 2.22 | .912 |
| 1978–79      | «Філадельфія Флаєрс»     | НХЛ          | 36  | 16  | 12  | 7   | 1979   | 89   | 4  | 2.70 | .893 |
| Усього в НХЛ | Усього в НХЛ             | Усього в НХЛ | 608 | 271 | 198 | 121 | 35,136 | 1493 | 55 | 2.55 | —    |

Статистика виступів на стадії плей-оф:
| 1963–64      | «Ніагара-Фоллс Тандер» | ОХА-Jr.      | 4  | 0  | 4  | 240  | 26  | 0 | 6.50 | —    |
| 1964–65      | «Ніагара-Фоллс Тандер» | ОХА-Jr.      | 8  | 6  | 2  | 480  | 15  | 1 | 1.86 | —    |
| 1964–65      | «Ніагара-Фоллс Тандер» | M-Cup        | 13 | 10 | 2  | 700  | 19  | 2 | 1.63 | —    |
| 1967–68      | «Філадельфія Флаєрс»   | НХЛ          | 5  | 2  | 3  | 355  | 8   | 0 | 1.35 | .963 |
| 1968–69      | «Філадельфія Флаєрс»   | НХЛ          | 3  | 0  | 3  | 180  | 12  | 0 | 4.00 | .872 |
| 1970–71      | «Торонто Мейпл-Ліфс»   | НХЛ          | 4  | 2  | 2  | 235  | 9   | 0 | 2.30 | —    |
| 1971–72      | «Торонто Мейпл-Ліфс»   | НХЛ          | 4  | 1  | 3  | 243  | 13  | 0 | 3.21 | —    |
| 1972–73      | «Філадельфія Блейзерс» | ВХА          | 1  | 0  | 1  | 70   | 3   | 0 | 2.57 | —    |
| 1973–74      | «Філадельфія Флаєрс»   | НХЛ          | 17 | 12 | 5  | 1042 | 35  | 2 | 2.02 | .933 |
| 1974–75      | «Філадельфія Флаєрс»   | НХЛ          | 15 | 10 | 5  | 922  | 29  | 4 | 1.89 | .922 |
| 1975–76      | «Філадельфія Флаєрс»   | НХЛ          | 8  | 4  | 4  | 480  | 27  | 0 | 3.38 | .892 |
| 1976–77      | «Філадельфія Флаєрс»   | НХЛ          | 3  | 0  | 3  | 123  | 8   | 0 | 3.90 | .814 |
| 1977–78      | «Філадельфія Флаєрс»   | НХЛ          | 12 | 7  | 5  | 722  | 33  | 0 | 2.74 | .891 |
| Усього в НХЛ | Усього в НХЛ           | Усього в НХЛ | 71 | 38 | 33 | 4302 | 174 | 6 | 2.43 | —    |